# Carré d'or (Lyon)
 (avril 2023).
Si vous disposez d'ouvrages ou d'articles de référence ou si vous connaissez des sites web de qualité traitant du thème abordé ici, merci de compléter l'article en donnant les références utiles à sa vérifiabilité et en les liant à la section « Notes et références ».
Le Carré d'or est un petit quartier du 2e arrondissement de Lyon, délimité par la place Bellecour au sud, la rue Grenette et la place des Cordeliers au nord, le quai Saint-Antoine à l'ouest et le quai Jules-Courmont à l'est, qui héberge les familles fortunées qui veulent marquer leur position sociale, les entreprises et les commerces de luxe.
La rue du Président-Édouard-Herriot constitue la rue la plus prestigieuse du Carré d'or, où se concentre les principales grandes boutiques de luxe comme Vuitton, Hermès, Cartier, Longchamp, Lancel, Montblanc, Rolex, Mauboussin, etc.